# 長田寺 (加古川市)
長田寺（ちょうでんじ）は、兵庫県加古川市にある浄土宗の寺院。山号は、地蔵山。

## 歴史
この寺は、長田城城主であった奈賀多久須比が、その鎮守府として千躰地蔵を祭ったとされている。

## アクセス
- 山陽電気鉄道本線 尾上の松駅から東に徒歩約8分（600メートル）